# モン女性党
モン女性党 (モン語: ဗော်ညးဗြဴမန်; ビルマ語: အမျိုးသမီးပါတီ (မွန်)) はミャンマーの政党である。

## 歴史
党の創設者ミ・タン・シン（ビルマ語: မိသန်းရှင်; 別名: ミ・ライン・モン）によると、モン人の若い女性たちで2014年10月8日に女性党を設立した。党の主な目的は、政治部門への女性の関与を増やし、女性のより良い地位を促進することである。2018年6月14日までの段階でモン州の連邦選挙委員会に登録されていた政党にはこの女性党のほかにモン民族党（Mon National Party; 略称: MNP）、全モン地域民主党（All Mon Region Democratic Party; 略称; AMRDP）があり、2015年の選挙でMNAやAMRDPは35の選挙区で運動を展開した結果民族代表院（MNA: 1議席）や国民代表院（MNA: 2議席、AMRDP: 1議席）を獲得したが、女性党は1議席も獲得できず、ミ・タン・シンは2020年の選挙でも活動を行うことを表明していた。